# Benedetta Porcaroli
Benedetta Porcaroli, née le 11 juin 1998 à Rome, est une actrice et mannequin italienne.

## Biographie
Benedetta Porcaroli commence sa carrière d'actrice en 2015, dans la série télévisée italienne Tutto può succedere (litt. « Tout peut arriver ») où elle incarne le personnage de Federica pendant trois ans. Elle fait ensuite ses premiers pas au cinéma, en 2016, dans la comédie Perfetti Sconosciuti, qui fera par la suite l'objet d'un remake français, Le Jeu, sorti en 2018.
En novembre 2018, elle occupe l'un des rôles principaux de la série Netflix Baby, inspirée du scandale italien Baby Squillo.

## Vie privée
Elle est sortie avec l'acteur et réalisateur italien Michele Alhaique de 2018 à 2021. Depuis 2021, malgré une brève rupture elle est en couple avec l'acteur et producteur italien Riccardo Scamarcio.

## Filmographie

### Cinéma
- 2016 : Perfetti sconosciuti de Paolo Genovese : Sofia
- 2018 : Sconnessi de Christian Marazziti : Stella
- 2018 : Quanto Basta de Francesco Falaschi : Giulietta
- 2018 : Una vita spericolata de Marco Ponti
- 2018 : Tutte le mie notti de Manfredi Lucibello
- 2020 : 18 Cadeaux (18 regali) de Francesco Amato : Anna
- 2021 : La scuola cattolica de Stefano Mordini : Donatella
- 2021 : Sept Femmes (Sette donne e un mistero) d'Alessandro Genovesi : Caterina
- 2022 : L'ombra del giorno : Anna Costanzi / Esther Pauwel
- 2022 : Le Colibri (Il colibrì) de Francesca Archibugi : Adele Carrera
- 2022 : Amanda de Carolina Cavalli : Amanda
- 2023 : Vangelo secondo Maria de Paolo Zucca
- 2024 : Immaculée (Immaculate) de Michael Mohan : sœur Gwenn

### Télévision
- 2015-2018 : Tutto può succedere : Federica Ferraro (41 épisodes)
- 2018-2020 : Baby : Chiara Altieri (18 épisodes)
- 2025 : Le Guépard (Il gattopardo) : Concetta Corbera